# Duško Mrduljaš
Duško Mrduljaš, född den 17 juli 1951 i Split i Kroatien, är en jugoslavisk roddare.
Han tog OS-brons i tvåa med styrman i samband med de olympiska roddtävlingarna 1980 i Moskva.